# Mirna (Jadransko more)
Mirna (ital. Fiume Quieto, lat. Ningus Flumen) je reka u Hrvatskoj. Izvire kod gradića Huma u Istri, a uliva se u Jadransko more kod Novigrada. Dužina toka Mirne je 53 km, a na njoj leže gradovi Buzet i Motovun. Ime je dobila po sporom toku.
Riparijski ekosistemi duž Mirne odlikuju se prisustvom medunca, belog jasena i crnog tartufa. Prirodna znamenitost reke je Motovunska šuma.

## Spoljašnje veze
- Panorama rečne doline Mirne, blizu Završja